# Evangelische Hochschule für Kirchenmusik Tübingen
Die Evangelische Hochschule für Kirchenmusik Tübingen ist eine kirchenmusikalische Ausbildungsstätte der Evangelischen Landeskirche in Württemberg. Sie ist eine staatlich anerkannte Musikhochschule.

## Geschichte
Die Tübinger Hochschule für Kirchenmusik der Evangelischen Landeskirche Württemberg ging 1998 aus der Hochschule für Kirchenmusik in Esslingen am Neckar hervor, die bereits 1945 als Kirchenmusikschule gegründet worden war. Zu den bekannten Dozenten aus der Gründungszeit der Esslinger Kirchenmusikhochschule gehörten Hans-Arnold Metzger, Karl Gerok, Helmut Bornefeld und Hermann Stern. In Esslingen wurden Chorleiter, Organisten und Kantoren  vor allem für den kirchlichen Dienst ausgebildet. Die Ausbildungen schlossen in der Regel mit dem kirchenmusikalischen A-Examen, mit dem B-Examen und anderen entsprechenden Abschlüssen ab. Die Esslinger Kirchenmusikhochschule wurde 1989 zur Hochschule für Kirchenmusik erhoben. 1995 war sie die erste Hochschule in Deutschland, die das Fach Jazz- und Popularmusik in den Fächerkanon des Kirchenmusikstudiums aufnahm. Die Hochschule zog im Herbst 1998 nach Tübingen um und ist seit 2009 eine staatlich anerkannte Musikhochschule in kirchlicher Trägerschaft.

## Gebäude

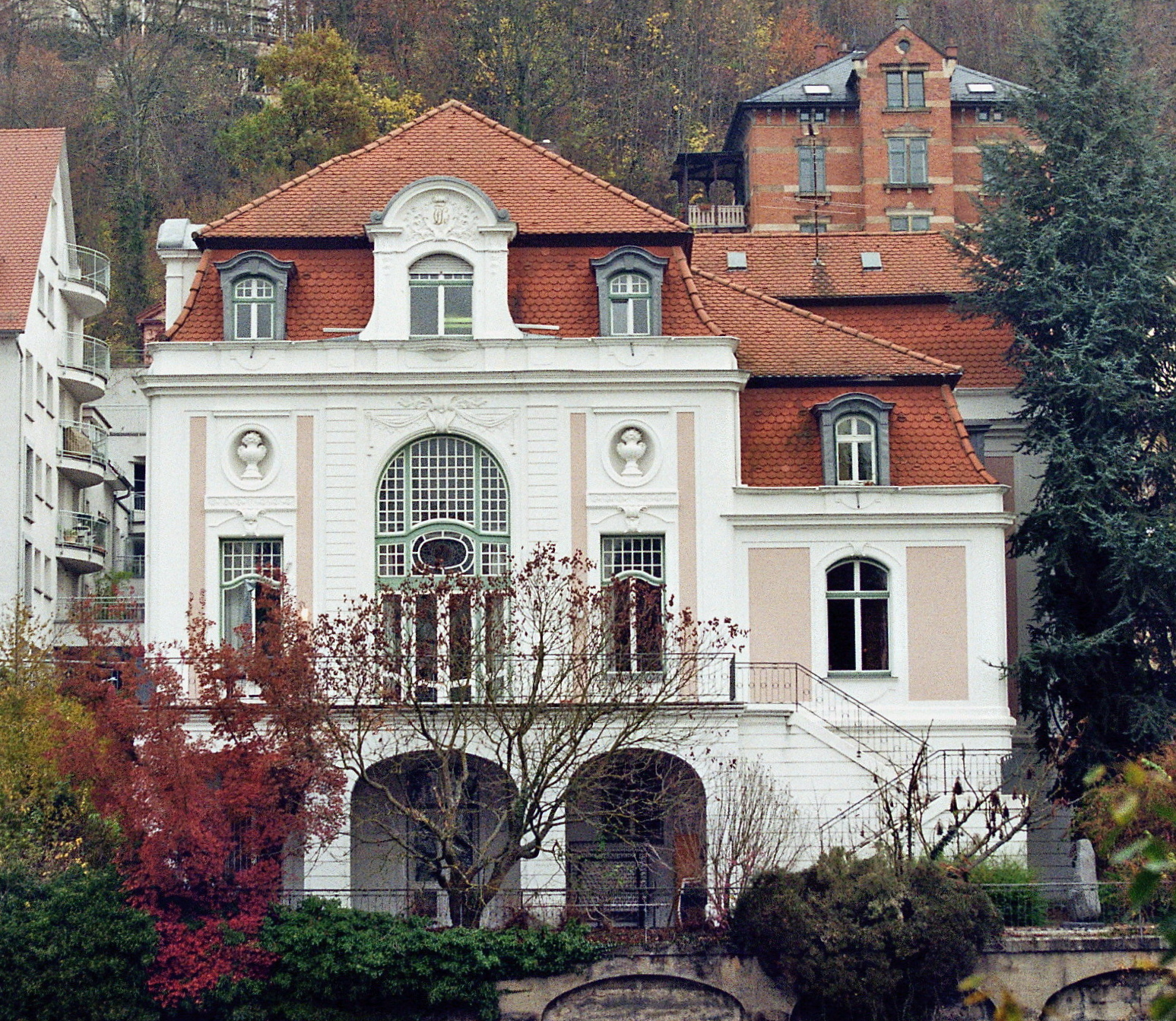
„Schwabenhaus“, früher das Corpshaus der Suevia Tübingen, heute Sitz der Hochschule

Die Hochschule ist seit 1998 im 1899 erbauten „Schwabenhaus“ von Tübingen untergebracht. Dieses Haus gehörte einst der Studentenverbindung „Suevia“ und ist ein denkmalgeschütztes Gebäude an der linken Neckarseite (Gartenstraße 12). Dort stehen den Studierenden und Dozenten unter anderem fünf Orgeln, fünf Flügel, acht Klaviere, drei Cembali, mehrere Keyboards, Gesangsanlage, Mischpult sowie Computerarbeitsplätze zum Arrangieren und Tonmischen zur Verfügung. Die Hochschule für Kirchenmusik beherbergt mit den über 70.000 Medieneinheiten der Kirchenmusikalischen Zentralbibliothek eine der größten kirchenmusikalischen Noten-, Bücher- und CD-Sammlungen Deutschlands.
Von Herbst 2015 bis Frühjahr 2017 wurde das Hochschulgebäude generalsaniert. Im Jahr 2019 erhielt die Hochschule für Kirchenmusik Tübingen einen Neubau einer norddeutschen Barockorgel, die 2020 zum 75-jährigen Bestehen der Einrichtung eingeweiht wurde.

## Profil
An der Hochschule für Kirchenmusik werden neben den grundständigen Studiengängen Bachelor Kirchenmusik B und Bachelor Popular-Kirchenmusik B ein Masterstudium Kirchenmusik A, ein Master Kirchliche Popularmusik sowie ein Studium KA Orgel (Künstlerische Ausbildung) angeboten.
Die Hochschule legt großen Wert auf eine künstlerisch anspruchsvolle und gemeindenahe Ausbildung. Die Ausrichtung der Hochschule zeigt sich in der Ausbildung zu qualifizierten Kinderchorleitern und Vokalpädagogen mit dem hochschuleigenen Kinderchor Tübinger Kinderkantorei und Fächern wie Gemeindesingen, Liturgisches Singen, Bläser- und Posaunenchorarbeit, Jazz- und Popularmusik. Die Studierenden erfahren eine besonders individuelle Förderung durch eine hohe Betreuungsdichte an Dozenten und eine bewusst evangelische Prägung, besonders über die Arbeit in den theologischen Fächern und durch ein gottesdienstliches Leben an der Hochschule.
Die Hochschule für Kirchenmusik Tübingen arbeitet mit anderen Ausbildungseinrichtungen und Partnern zusammen. Mit der Katholischen Hochschule für Kirchenmusik Rottenburg wird seit 1998 eine bundesweit einmalige ökumenische Kooperation auf Ausbildungsebene gepflegt. Es gibt gemeinsame Lehrveranstaltungen, den gemeinsamen Hochschulchor und Möglichkeiten zum hochschulübergreifenden Lehrerwechsel. Weitere Kooperationen bestehen mit der Hochschule für Kirchenmusik Heidelberg und dem traditionsreichen Evangelischen Stift Tübingen (der württembergischen Theologen-Ausbildungsstätte).
Den Unterricht im Fach Musikgeschichte besuchen die Studierenden am musikwissenschaftlichen Institut der Universität Tübingen.
Die Stiftskirchengemeinde St. Georg stellt der Hochschule die Stiftskirche sowie die große Weigle/Rensch-Orgel für Konzerte und Prüfungen zur Verfügung. Stiftskantor Ingo Bredenbach und Stiftsorganist Jens Wollenschläger unterrichten an der Hochschule Orgelliteraturspiel und Improvisation.
Der Verband Evangelische Kirchenmusik in Württemberg ermöglicht den Studierenden die Teilnahme an gemeinsamen Kursen und Workshops, ebenso das Posaunenwerk des Evangelischen Jugendwerks der Württembergischen Landeskirche sowie musik+plus.

## Personen

### Leitung
Evangelische Hochschule für Kirchenmusik in Esslingen:
- 1945–1977 Hans-Arnold Metzger
- 1977–1990 Werner Schrade
- 1990–1998 Gero Soergel

Evangelische Hochschule für Kirchenmusik in Tübingen:
- 1998–2009 Ingo Bredenbach
- 2010–2019 Christian Fischer
- seit 2020 Thomas J. Mandl

### Lehrende
- Yaeko Albrecht – Gehörbildung
- Guillermo Anzorena – Gesang
- Patrick Bebelaar – Jazzpiano, Popularmusik
- Tobias Becker – Arrangement, Bandleitung, Jazz-/Pop-Musiktheorie, Elektronische Medien/Technik, Jazz-/Pop-Piano
- Ingo Bredenbach – Orgel, Orgelimprovisation
- Barbara Bürkle – Jazz-/Popgesang
- Frieder Dehlinger – Hymnologie, Liturgik, Theologische Grundlagen, Gemeindesingen/Lit. Singen
- Andreas Dombert – Gitarre, Gehörbildung (Jazz/Pop)
- Ulrike Eberle – Horn
- Johannes Fiedler – Cembalo, Generalbass, Orgel
- Barbara Friebel – Gesang
- Andreas Grau – Klavier
- Ulrike Härter – Gesang/Kinderstimmbildung
- Franz Jochen Herfert – Tonsatz, Partiturspiel
- Martin Kaleschke – Orgel, Orgelimprovisation, Orgelkunde
- Julian Knörzer – Chorleitung (Jazz/Pop/Gospel)
- Bernhard Leube – Gemeindesingen, Liturgisches Singen
- Marius Mack – Chorleitung, Orchesterleitung
- Thomas J. Mandl (Rektor) – Chorleitung, Ensembleleitung
- Johannes Mayr – Orgel, Orgelimprovisation
- Manuela Nägele – Kinderchorleitung, Leitung Tübinger Kinderkantorei
- Albrecht Schuler – Posaune, Trompete
- Johanna Pommranz – Blockflöte
- Axel Schwesig – Kontrabass
- Veronika Stoertzenbach – Chorleitung, Orchesterleitung
- Helmut Völkl – Musikwissenschaft
- Marion Wetzel – Schlagzeug
- Jens Wollenschläger (Prorektor) – Orgel, Orgelimprovisation, Orgelmethodik

(Stand: Juli 2021)

### Ehemalige Lehrende (Auswahl)
- Siegfried Bauer
- Hans Georg Bertram
- Christoph Bossert
- Hans-Peter Braun
- Konrad Elser
- Friedrich Fröschle
- Rolf Hempel
- Johanna Irmscher – Chorleitung, Orchesterleitung, Partiturspiel
- Konrad Klek
- Ernst Leuze
- Volker Lutz
- Thomas Pfeiffer
- Axel Ruoff
- Michael Schütz
- Martin Strohhäcker
- Friedhilde Trüün
- Gerd Witte

### Bekannte Absolventen (Auswahl)
- Manfred Brandstetter
- Matthias Hanßmann
- Paul Horn
- Johanna Irmscher
- Friedemann Keck
- Rose Kirn
- Nicol Matt
- Manfred Müller-Cant
- Siegfried Petrenz
- Edgar Rabsch
- Martin Rößler
- Ulrich Schaible
- Burghard Schloemann
- Werner Schrade
- Manfred Schreier
- Rainer Selle
- Ulrich Siegele
- Eckhard Weyand
- Friedemann Johannes Wieland